# Visita de Isabel II a Córdoba en 1862
La soberana Isabel II de España visitó la ciudad de Córdoba en 1862 con motivo de su viaje por Andalucía y Murcia. La comitiva estaba compuesta por más de ochenta miembros: ministros, militares, mayordomos, confesores, médicos, cronistas, fotógrafos, cocineros y el secretario Miguel Tenorio. El séquito llegaba desde Andújar, por donde habían llegado desde Madrid y junto a la reina también iba su esposo, Francisco de Asís, y sus dos hijos, el príncipe Alfonso y la infanta Isabel.
Se levantó un arco en honor a esta visita llamado Arco de Isabel II, por el que pasó a su llegada la soberana como era costumbre en las ciudades que visitaba que, sin embargo, fue abandonado y desmantelado con el tiempo. Incluso se acuñó una moneda para conmemorar el evento.

## Desarrollo
La reina llegó el día 14 de septiembre a la Estación Central y el ayuntamiento cordobés organizó un pabellón en la denominada "Choza del Cojo" de 41 metros de fachada y trece arcos de herradura, dotado con jardines, cocinas y más de diez estancias para los monarcas y su séquito. La agenda real comenzó el 15 de septiembre con la visita a la Mezquita-Catedral, donde asistieron a un servicio religioso y contemplaron su belleza artística. Más tarde, visitaron el Hospital de San Sebastián, actual Palacio de Congresos, donde se encontraban los niños abandonados y la propia infanta Isabel sostuvo a un bebé para bautizarlo; después asistieron a una corrida de toros en el Coso de los Tejares organizada en su honor, donde participaron los toreros Manuel Domínguez y Manuel Fuentes «Bocanegra» y que comenzó con más de quince minutos ovacionando a la soberana. El último acto del día fue la celebración de una feria en el Campo de la Victoria, donde se dispuso una tienda con galerías y balcones para Isabel y se realizaron danzas y ofrendas.
El día 16 de septiembre se desplazaron a Las Ermitas, lugar monacal que fue visitado por primera vez en la historia por una mujer, donde se le cantó un Te Deum. Tras las audiencias vespertinas, se trasladaron hasta el Campo Santo de los Mártires, frente al Alcázar, para contemplar los fuegos artificiales de la feria, instalada excepcionalmente en septiembre, ya que normalmente se realiza en mayo. 
A pesar de que estaba previsto que se dirigieran a Sevilla el día 17 de septiembre, debido a la indisposición del rey, permanecieron en la ciudad un día más. Ese día la reina aprovechó para visitar hospitales, la iglesia de San Rafael y la Colegiata de San Hipólito, donde están enterrados los reyes Fernando IV y Alfonso XI de Castilla. La reina no requirió la apertura de las tumbas. Finalmente, el día 18 de septiembre marcharon hacia Sevilla desde la antigua Estación Central.
En 2016 se realizó una exposición en el Círculo de la Amistad de Córdoba en honor a dicha visita regia.